# بول إياكونو
بول إياكونو (بالإنجليزية: Paul Iacono) مواليد 7 سبتمبر 1988 في نيوجيرسي، الولايات المتحدة، هو ممثل وكوميدي أمريكي بدأ مسيرته الفنية سنة 1998.

## الأعمال
- انقلاب شتوي (2004)
- جي بي آف (2013) (بدور: برنت فان كامب)
- مغامرات دورا (2000)

## روابط خارجية
- بول إياكونو على موقع IMDb (الإنجليزية)
- بول إياكونو على موقع قاعدة بيانات الفيلم (الإنجليزية)